# Kasserota doreyensis
Kasserota doreyensis är en insektsart som beskrevs av William Lucas Distant 1906. Kasserota doreyensis ingår i släktet Kasserota och familjen Lophopidae. Inga underarter finns listade i Catalogue of Life.